# Bele Vode (Šoštanj, Slovenija)
Bele Vode je naselje u slovenskoj Općini Šoštanju. Bele Vode se nalazi u pokrajini Štajerskoj i statističkoj regiji Savinjskoj. 

## Stanovništvo
Prema popisu stanovništva iz 2002. godine naselje je imalo 240 stanovnika.